# Völkerball
Völkerball este al doilea album live al trupei germane de Neue Deutsche Härte, Rammstein. Albumul a fost lansat în data de 27 noiembrie 2006, prin casa de discuri Universal Music Group. 

## Lista cântecelor
1. Reise, Reise
2. Links 2 3 4
3. Keine Lust
4. Feuer frei!
5. Asche zu Asche
6. Morgenstern
7. Mein Teil
8. Stein um Stein
9. Los
10. Du riechst so gut
11. Benzin
12. Du hast
13. Sehnsucht
14. Amerika
15. Rammstein
16. Sonne
17. Ich will
18. Ohne dich
19. Stripped